# Richard Doebner
Richard Doebner (* 18. April 1852 in Meiningen; † 28. November 1911 Blankenburg) war ein deutscher Archivar.

## Leben und Wirken
Nach dem Besuch des Gymnasiums in Meiningen studierte Richard Doebner von 1870 bis 1874 zunächst Medizin, dann Geschichte an den Universitäten Tübingen, Leipzig, Berlin, Göttingen und Jena. 1875 promovierte er an der Universität Jena. Seit 1875 war Doebner im Archivdienst tätig. Er war er zuerst am Staatsarchiv Breslau, von 1877 bis 1885 am Staatsarchiv Hannover und von 1885 bis 1895 am Geheimen Staatsarchiv zu Berlin angestellt. Dann war er Leiter des Staatsarchivs Hannover, beauftragt mit der Neuordnung des Stadtarchivs und der Bearbeitung des Hildesheimer Urkundenbuchs.
Von 1902 bis 1907 war er Vorsitzender des Historischen Vereins für Niedersachsen.
Am 28. November 1911 verstarb Richard Doebner im Alter von 59 Jahren in Blankenburg.

## Schriften
- Die Auseinandersetzungen zwischen Ludwig IV. dem Bayer und Friedrich dem Schönen von Österreich im Jahre 1325. Keyssner, Meiningen 1875 (Dissertation Universität Jena).

- (Hrsg.): Leibnizens Briefwechsel mit dem Minister von Bernstorff  u. andere Leibniz betreff. Briefe u. Aktenstücke aus d. Jahren 1705-1716. Hahn, Hannover 1882.

- (Hrsg.): Memoiren der Königin Maria von England (1689-1693). Veit, Leipzig 1886.

- Urkundenbuch der Stadt Hildesheim. Acht Bände. Gerstenberg, Hildesheim 1881–1901 (Neudruck: Scientia-Verlag, Aalen 1980, ISBN 3-511-06900-9).
- Studien zur Hildesheimischen Geschichte. Gerstenberg, Hildesheim 1902.
- Urkundenregesten von Stadthagen (bis 1862). In: Zeitschrift des Historischen Vereins für Niedersachsen, Bd. 63 (1898), S. 148–254.
- (Hrsg.): Akten und Annalen der Brüder des gemeinsamen Lebens im Lüchtenhofe zu Hildesheim (= Quellen und Darstellungen zur Geschichte Niedersachsens, Bd. 9). Hahn, Hannover 1903.
- (Hrsg.): Briefe der Königin Sophie Charlotte von Preußen und der Kurfürstin Sophie von Hannover an hannoversche Diplomaten (= Publikationen aus den k. preußischen Staatsarchiven, Bd. 79). Hirzel, Leipzig 1905 (Neudruck: Zeller, Osnabrück 1965).
- (Hrsg.): Wilhelm Rossmann / Die Hildesheimer Stiftsfehde (1519-1523). Gerstenberg, Hildesheim 1908.